# 潘旦
潘旦（1476年—1549年），字希周，號石泉、石林，直隸徽州府婺源縣桃溪里（今江西省婺源縣）人，明朝政治人物。弘治乙丑進士，嘉靖朝，官至南京兵部侍郎。潘珍族子。

## 生平
弘治十七年（1504年）甲子科應天府鄉試第二十四名舉人。弘治十八年（1505年）聯捷乙丑科會試第三十三名，二甲第四十三名進士。，任戶部雲南司主事。正德六年（1511年），升戶部廣東司員外郎、戶部郎中。正德九年，任漳州府知府。丁内艰，服阕，正德十五年，任福建邵武府知府。嘉靖二年（1523年），任浙江按察司副使。嘉靖六年，升江西按察使。嘉靖七年，改浙江左布政使。嘉靖八年，任都察院右副都御史、撫治鄖陽。嘉靖十年，任南京大理寺卿。嘉靖十一年，改南京吏部右侍郎。嘉靖十四年，任刑部右侍郎。次年改左侍郎。嘉靖十五年，兼任左副都御史、提督兩廣軍務兼理巡撫；當時世宗下詔命毛伯溫討安南，潘旦上疏反對。嘉靖十六年，任南京兵部左侍郎，因嚴嵩、張瓚借其族父潘珍之罪，勒令連坐辭職。家居十余年，嘉靖二十八年卒，享年七十四，贈工部尚書。

## 家族
曾祖潘澤生；祖父潘貴廉；父潘傅賢，母戴氏。具庆下。